# Dům čp. 12 (Štramberk)
Dům čp. 12 se nachází na Náměstí ve Štramberku v okrese Nový Jičín. Roubený dům byl přestavěn do zděné podoby v první třetině 19. století bylo. Dům byl první městskou radnicí ve Štramberku Byl zapsán do Ústředního seznamu kulturních památek ČR před rokem 1988 a je součástí městské památkové rezervace.

## Historie
Od roku 1721 byl majitelem šenkovní měšťan Michal Kelnar, jeho rodina vlastnila dům až do roku 1870. Od prvního desetiletí 20. století byli vlastníky manželé Josef a Karolína Baarovi rodiče spisovatele Zdeňka Bára. V roce 1960 dům koupil Alois Hanzelka. Dům byl přestavěn a dvougenerační a po roce 1990 byla v domě zřízena cukrárna.

## Stavební podoba
Dům je zděná pozdně empírová stavba obrácena vstupním průčelím do náměstí. Je postaven na nízké podezdívce, která vyrovnává svahovou nerovnost. Vysoké průčelí je tříosé s rovným atikovým patrem, je horizontálně členěno kordonovou, průběžnou parapetní římsou a atika je ukončena hlavní římsou. V přízemí ve střední ose je pravoúhlý vchod a po stranách jsou pravoúhlá okna. V atikovém patře na parapetní římsu nasedají tři slepá pravoúhlá okna s žaluziemi. Střecha je sedlová krytá plechem.